# Olympische Sommerspiele 2020/Teilnehmer (Spanien)
| Gelbes Symbol für Goldmedaillen mit stilisierten Olympischen Ringen | Graues Symbol für Silbermedaillen mit stilisierten Olympischen Ringen | Braundes Symbol für Bronzemedaillen mit stilisierten Olympischen Ringen |
| ------------------------------------------------------------------- | --------------------------------------------------------------------- | ----------------------------------------------------------------------- |
| 3                                                                   | 8                                                                     | 6                                                                       |

Spanien nahm an den Olympischen Spielen 2020 in Tokio mit 328 Sportlern in 32 Sportarten teil. Es war die insgesamt 24. Teilnahme an Olympischen Sommerspielen.

## Medaillengewinner

### Gold
| Name                             | Sportart      | Wettkampf                     |
| -------------------------------- | ------------- | ----------------------------- |
| Sandra Sánchez                   | Karate        | Kata Frauen                   |
| Alberto Ginés López              | Sportklettern | Olympische Kombination Männer |
| Fátima Gálvez, Alberto Fernández | Schießen      | Trap (Mixed)                  |

### Silber
| Name                                                      | Sportart   | Wettkampf                   |
| --------------------------------------------------------- | ---------- | --------------------------- |
| Damián Quintero                                           | Karate     | Kata Männer                 |
| Adriana Cerezo                                            | Taekwondo  | Fliegengewicht (bis 49 kg)  |
| Maialen Chourraut                                         | Kanu       | Einer-Kajak Slalom (Frauen) |
| Teresa Portela                                            | Kanu       | Einer-Kajak 200 m Frauen    |
| Saúl Craviotto Marcus Walz Carlos Arévalo Rodrigo Germade | Kanu       | Vierer-Kajak 500 m Männer   |
| Rayderley Zapata                                          | Turnen     | Boden Männer                |
| Spanische Olympiaauswahl                                  | Fußball    | Fußball Männer              |
| Spanische Nationalmannschaft der Frauen                   | Wasserball | Wasserball Frauen           |

### Bronze
| Name                                        | Sportart       | Wettkampf             |
| ------------------------------------------- | -------------- | --------------------- |
| David Valero                                | Radsport       | Mountainbike (Männer) |
| Pablo Carreño Busta                         | Tennis         | Herreneinzel          |
| Ana Peleteiro                               | Leichtathletik | Dreisprung (Frauen)   |
| Joan Cardona Méndez                         | Segeln         | Finn Dinghy Männer    |
| Jordi Xammar Nicolás Rodríguez              | Segeln         | 470er Männer          |
| Spanische Männer-Handballnationalmannschaft | Handball       | Mannschaft Herren     |

## Teilnehmer nach Sportarten

### Badminton
| Athleten        | Wettbewerb | Gruppenphase   | Gruppenphase       | Gruppenphase | Gruppenphase | Achtelfinale  | Achtelfinale  | Viertelfinale | Viertelfinale | Halbfinale    | Halbfinale    | Finale        | Finale        | Rang          |
| Athleten        | Wettbewerb | Gegner         | Ergebnis           | Punkte       | Rang         | Gegner        | Ergebnis      | Gegner        | Ergebnis      | Gegner        | Ergebnis      | Gegner        | Ergebnis      | Rang          |
| --------------- | ---------- | -------------- | ------------------ | ------------ | ------------ | ------------- | ------------- | ------------- | ------------- | ------------- | ------------- | ------------- | ------------- | ------------- |
| Frauen          |            |                |                    |              |              |               |               |               |               |               |               |               |               |               |
| Clara Azurmendi | Einzel     | An S.-y.       | 0:2 (13:21, 8:21)  | 63:54        | 2            | ausgeschieden | ausgeschieden | ausgeschieden | ausgeschieden | ausgeschieden | ausgeschieden | ausgeschieden | ausgeschieden | ausgeschieden |
| Clara Azurmendi | Einzel     | D. A. Adesokan | 2:0 (21:10, 21:2)  | 63:54        | 2            | ausgeschieden | ausgeschieden | ausgeschieden | ausgeschieden | ausgeschieden | ausgeschieden | ausgeschieden | ausgeschieden | ausgeschieden |
| Männer          |            |                |                    |              |              |               |               |               |               |               |               |               |               |               |
| Pablo Abián     | Einzel     | R. Must        | 2:0 (21:7, 21:11)  | 63:60        | 2            | ausgeschieden | ausgeschieden | ausgeschieden | ausgeschieden | ausgeschieden | ausgeschieden | ausgeschieden | ausgeschieden | ausgeschieden |
| Pablo Abián     | Einzel     | Chen L.        | 0:2 (11:21, 10:21) | 63:60        | 2            | ausgeschieden | ausgeschieden | ausgeschieden | ausgeschieden | ausgeschieden | ausgeschieden | ausgeschieden | ausgeschieden | ausgeschieden |

### Basketball
| Wettbewerb    | Damen | Herren |
| ------------- | --- | --- |
| Athleten      | Tamara Abalde Raquel Carrera Queralt Casas Maite Cazorla Maria Conde Silvia Domínguez Laura Gil Astou Ndour Cristina Ouviña Laia Palau Leonor Rodríguez Alba Torrens | Alberto Abalde Álex Abrines Victor Claver Rudy Fernández Usman Garuba Marc Gasol Pau Gasol Willy Hernangómez Sergio Llull Xabier López-Arostegui Sergio Rodríguez Ricky Rubio |
| Trainer       | Lucas Mondelo | Sergio Scariolo |
| Gruppenphase  | Südkorea (73–69) Serbien (85–70) Kanada (76–66) | Japan (88–77) Argentinien (81–71) Slowenien (87–95) |
| Viertelfinale | Frankreich (64–67) | Vereinigte Staaten (81–95) |
| Halbfinale    | ausgeschieden | ausgeschieden |
| Finale        | ausgeschieden | ausgeschieden |
| Platzierung   | 6. Platz | 6. Platz |

### Beachvolleyball
| Athleten                                           | Gruppenphase         | Gruppenphase              | Gruppenphase | Gruppenphase | Achtelfinale               | Achtelfinale       | Viertelfinale | Viertelfinale | Halbfinale    | Halbfinale    | Finale        | Finale        | Rang |
| Athleten                                           | Gegner               | Ergebnis                  | Punkte       | Rang         | Gegner                     | Ergebnis           | Gegner        | Ergebnis      | Gegner        | Ergebnis      | Gegner        | Ergebnis      | Rang |
| -------------------------------------------------- | -------------------- | ------------------------- | ------------ | ------------ | -------------------------- | ------------------ | ------------- | ------------- | ------------- | ------------- | ------------- | ------------- | ---- |
| Frauen                                             |                      |                           |              |              |                            |                    |               |               |               |               |               |               |      |
| Elsa Baquerizo Macmillan Liliana Fernández Steiner | Keizer / Meppelink   | 2:1 (19:21, 21:18, 16:14) | 4            | 3            | Pavan / Humana-Paredes     | 0:2 (13:21, 13:21) | ausgeschieden | ausgeschieden | ausgeschieden | ausgeschieden | ausgeschieden | ausgeschieden | 9    |
| Elsa Baquerizo Macmillan Liliana Fernández Steiner | Klineman / Ross      | 0:2 (13:21, 16:21)        | 4            | 3            | Pavan / Humana-Paredes     | 0:2 (13:21, 13:21) | ausgeschieden | ausgeschieden | ausgeschieden | ausgeschieden | ausgeschieden | ausgeschieden | 9    |
| Elsa Baquerizo Macmillan Liliana Fernández Steiner | Xue / Wang           | 0:2 (13:21, 10:21)        | 4            | 3            | Pavan / Humana-Paredes     | 0:2 (13:21, 13:21) | ausgeschieden | ausgeschieden | ausgeschieden | ausgeschieden | ausgeschieden | ausgeschieden | 9    |
| Elsa Baquerizo Macmillan Liliana Fernández Steiner | Ishii / Murakami *   | 2:0 (21:15, 21:10)        | Play-off     | Play-off     | Pavan / Humana-Paredes     | 0:2 (13:21, 13:21) | ausgeschieden | ausgeschieden | ausgeschieden | ausgeschieden | ausgeschieden | ausgeschieden | 9    |
| Männer                                             |                      |                           |              |              |                            |                    |               |               |               |               |               |               |      |
| Pablo Herrera Allepuz Adrián Gavira Collado        | Semjonow / Leschukow | 0:2 (19:21, 20:22)        | 4            | 3            | Krassilnikow / Stojanowski | 0:2 (20:22, 17:21) | ausgeschieden | ausgeschieden | ausgeschieden | ausgeschieden | ausgeschieden | ausgeschieden | 9    |
| Pablo Herrera Allepuz Adrián Gavira Collado        | Mol / Sørum          | 0:2 (17:21, 22:24)        | 4            | 3            | Krassilnikow / Stojanowski | 0:2 (20:22, 17:21) | ausgeschieden | ausgeschieden | ausgeschieden | ausgeschieden | ausgeschieden | ausgeschieden | 9    |
| Pablo Herrera Allepuz Adrián Gavira Collado        | McHugh / Schumann    | 2:0 (21:16, 21:16)        | 4            | 3            | Krassilnikow / Stojanowski | 0:2 (20:22, 17:21) | ausgeschieden | ausgeschieden | ausgeschieden | ausgeschieden | ausgeschieden | ausgeschieden | 9    |
| Pablo Herrera Allepuz Adrián Gavira Collado        | Kantor / Łosiak *    | 2:1 (31:29, 19:21, 15:7)  | Play-off     | Play-off     | Krassilnikow / Stojanowski | 0:2 (20:22, 17:21) | ausgeschieden | ausgeschieden | ausgeschieden | ausgeschieden | ausgeschieden | ausgeschieden | 9    |

* Lucky-Loser-Play-off

### Bogenschießen
| Athleten                      | Wettbewerb | Qualifikation | Qualifikation | 1. Runde    | 1. Runde | 2. Runde      | 2. Runde      | Achtelfinale  | Achtelfinale  | Viertelfinale | Viertelfinale | Halbfinale    | Halbfinale    | Finale        | Finale        | Rang          |
| Athleten                      | Wettbewerb | Ringe         | Rang          | Gegner      | Ergebnis | Gegner        | Ergebnis      | Gegner        | Ergebnis      | Gegner        | Ergebnis      | Gegner        | Ergebnis      | Gegner        | Ergebnis      | Rang          |
| ----------------------------- | ---------- | ------------- | ------------- | ----------- | -------- | ------------- | ------------- | ------------- | ------------- | ------------- | ------------- | ------------- | ------------- | ------------- | ------------- | ------------- |
| Frauen                        |            |               |               |             |          |               |               |               |               |               |               |               |               |               |               |               |
| Inés de Velasco               | Einzel     | 628           | 48            | C. Kaufhold | 3:7      | ausgeschieden | ausgeschieden | ausgeschieden | ausgeschieden | ausgeschieden | ausgeschieden | ausgeschieden | ausgeschieden | ausgeschieden | ausgeschieden | ausgeschieden |
| Männer                        |            |               |               |             |          |               |               |               |               |               |               |               |               |               |               |               |
| Daniel Castro                 | Einzel     | 650           | 44            | Wei C.-h.   | 2:6      | ausgeschieden | ausgeschieden | ausgeschieden | ausgeschieden | ausgeschieden | ausgeschieden | ausgeschieden | ausgeschieden | ausgeschieden | ausgeschieden | ausgeschieden |
| Mixed                         |            |               |               |             |          |               |               |               |               |               |               |               |               |               |               |               |
| Inés de Velasco Daniel Castro | Mannschaft | 1278          | 21            | —           | —        | —             | —             | ausgeschieden | ausgeschieden | ausgeschieden | ausgeschieden | ausgeschieden | ausgeschieden | ausgeschieden | ausgeschieden | ausgeschieden |

### Boxen
| Athleten            | Wettbewerb                  | 1. Runde   | 1. Runde | Achtelfinale  | Achtelfinale  | Viertelfinale | Viertelfinale | Halbfinale    | Halbfinale    | Finale        | Finale        | Rang |
| Athleten            | Wettbewerb                  | Gegner     | Ergebnis | Gegner        | Ergebnis      | Gegner        | Ergebnis      | Gegner        | Ergebnis      | Gegner        | Ergebnis      | Rang |
| ------------------- | --------------------------- | ---------- | -------- | ------------- | ------------- | ------------- | ------------- | ------------- | ------------- | ------------- | ------------- | ---- |
| Männer              |                             |            |          |               |               |               |               |               |               |               |               |      |
| Gabriel Escobar     | Fliegengewicht bis 52 kg    | R. Quiroga | 5:0      | D. Assenow    | 4:1           | S. Bibossynow | 2:3           | ausgeschieden | ausgeschieden | ausgeschieden | ausgeschieden | 5    |
| José Quiles         | Federgewicht bis 57 kg      | K. Walker  | 0:5      | ausgeschieden | ausgeschieden | ausgeschieden | ausgeschieden | ausgeschieden | ausgeschieden | ausgeschieden | ausgeschieden | 17   |
| Gazimagomed Jalidov | Halbschwergewicht bis 81 kg | Freilos    | Freilos  | P. Aokuso     | 3:2           | I. Chatajew   | KO            | ausgeschieden | ausgeschieden | ausgeschieden | ausgeschieden | 5    |
| Emmanuel Reyes      | Schwergewicht bis 91 kg     | Freilos    | Freilos  | W. Lewit      | KO2           | ausgeschieden | ausgeschieden | ausgeschieden | ausgeschieden | ausgeschieden | ausgeschieden | 9    |

### Fechten
| Athleten        | Wettbewerb     | 1. Runde | 1. Runde | 2. Runde       | 2. Runde | Achtelfinale  | Achtelfinale  | Viertelfinale | Viertelfinale | Halbfinale / Klassifikation | Halbfinale / Klassifikation | Finale / Platzierung | Finale / Platzierung | Rang          |
| Athleten        | Wettbewerb     | Gegner   | Ergebnis | Gegner         | Ergebnis | Gegner        | Ergebnis      | Gegner        | Ergebnis      | Gegner                      | Ergebnis                    | Gegner               | Ergebnis             | Rang          |
| --------------- | -------------- | -------- | -------- | -------------- | -------- | ------------- | ------------- | ------------- | ------------- | --------------------------- | --------------------------- | -------------------- | -------------------- | ------------- |
| Männer          |                |          |          |                |          |               |               |               |               |                             |                             |                      |                      |               |
| Carlos Llavador | Florett Einzel | Freilos  | Freilos  | A. Choupenitch | 11:15    | ausgeschieden | ausgeschieden | ausgeschieden | ausgeschieden | ausgeschieden               | ausgeschieden               | ausgeschieden        | ausgeschieden        | ausgeschieden |

### Fußball
Dem Kader gehörten mit Eric García, Dani Olmo, Mikel Oyarzabal, Pau Torres, Pedri und Unai Simón sechs Spieler an, die mit der A-Nationalmannschaft Anfang Juli bei der Europameisterschaft 2021 im Halbfinale ausgeschieden waren.
| Wettbewerb      | Männer (Spiele/Tore) |
| --------------- | --- |
| Athleten        | Marco Asensio (6/1) Dani Ceballos (1/0) Marc Cucurella (5/0) Álvaro Fernández Eric García (6/0) Bryan Gil (5/0) Mikel Merino (5/1) Óscar Mingueza (2/0) Rafa Mir (6/3) Juan Miranda (4/0) Jon Moncayola (5/0) Dani Olmo (6/1) Mikel Oyarzabal (6/3) Pau (6/0) Pedri (6/0) Unai Simón (6/0) Carlos Soler (6/0) Jesús Vallejo (5/0) |
| Trainer         | Luis de la Fuente |
| P-Akkreditierte | Óscar Gil (4/0) Javi Puado (2/0) Iván Villar Martín Zubimendi (5/0) |
| Gruppenphase    | Ägypten (0:0) Australien (1:0) Argentinien (1:1) |
| Viertelfinale   | Elfenbeinküste (2:2; 5:2 n. V.) |
| Halbfinale      | Japan (1:0) |
| Finale          | Brasilien (1:1; 1:2 n. V.) |
| Platzierung     | Silber |

### Gewichtheben
| Athleten       | Wettbewerb                     | Reißen  | Reißen | Stoßen  | Stoßen | Zweikampf | Zweikampf | Rang |
| Athleten       | Wettbewerb                     | Gewicht | Rang   | Gewicht | Rang   | Gewicht   | Rang      | Rang |
| -------------- | ------------------------------ | ------- | ------ | ------- | ------ | --------- | --------- | ---- |
| Frauen         |                                |         |        |         |        |           |           |      |
| Lidia Valentín | Schwergewicht bis 87 kg        | 103 kg  | 9      | 122 kg  | 11     | 225 kg    | 10        | 10   |
| Männer         |                                |         |        |         |        |           |           |      |
| David Sánchez  | Leichtgewicht bis 73 kg        | 146 kg  | 9      | 177 kg  | 9      | 323 kg    | 10        | 10   |
| Andrés Mata    | Mittelgewicht bis 81 kg        | 158 kg  | 10     | 189 kg  | 8      | 347 kg    | 8         | 8    |
| Marcos Ruiz    | Superschwergewicht über 109 kg | 180 kg  | 5      | 215 kg  | 9      | 395 kg    | 8         | 8    |

### Golf
| Athleten        | Runde 1 | Runde 2 | Runde 3 | Runde 4 | Gesamt | Par | Rang |
| --------------- | ------- | ------- | ------- | ------- | ------ | --- | ---- |
| Frauen          |         |         |         |         |        |     |      |
| Carlota Ciganda | 68      | 73      | 70      | 69      | 280    | −4  | 29   |
| Azahara Muñoz   | 69      | 76      | 73      | 72      | 290    | +6  | 49   |
| Männer          |         |         |         |         |        |     |      |
| Adrià Arnaus    | 68      | 69      | 74      | 67      | 278    | −6  | 38   |
| Jorge Campillo  | 70      | 75      | 69      | 75      | 289    | +5  | 59   |

### Hockey
| Wettbewerb    | Frauen (Spiele/Tore) | Männer (Spiele/Tore) |
| ------------- | --- | --- |
| Athleten      | (TW) María Ruiz (6/0) Laura Barrios (5/1) Clara Ycart (6/0) Carlota Petchamé (6/0) María López García (6/0) Berta Bonastre (6/3) Carmen Caño (0/0) Belén Iglesias (6/2) Candela Mejías (6/1) Lola Riera (6/1) Júlia Pons (5/0) Begoña García Grau (6/1) Xantal Giné (0/0) Beatriz Pérez (6/2) Georgina Oliva (6/0) Alejandra Torres-Quevedo (6/0) Alicia Magaz (6/0) Lucía Jiménez (6/0) | (TW) Quico Cortés (6/0) Alejandro Alonso (6/0) Josep Romeu (6/0) Ricardo Sánchez (6/0) Marc Sallés (6/0) Miquel Delás (6/0) Quique González (6/1) Álvaro Iglesias (6/0) David Alegre (6/0) Roc Oliva (6/2) Marc Recasens (0/0) Llorenç Piera (6/0) Xavi Lleonart (6/2) José Basterra (4/0) Viçens Ruiz (6/0) Albert Béltran (2/0) Pau Quemada (6/4) Marc Boltó (6/1) |
| Trainer       | Adrian Lock | Fred Soyez |
| Gruppenphase  | Australien (1:3) Argentinien (0:3) Neuseeland (2:1) China (2:0) Japan (4:1) | Argentinien (1:1) Neuseeland (3:4) Indien (0:3) Japan (4:1) Australien (1:1) |
| Viertelfinale | Großbritannien (2:2, 0:2 n. PSO) | Belgien (1:3) |
| Halbfinale    | ausgeschieden | ausgeschieden |
| Finale        | ausgeschieden | ausgeschieden |
| Platzierung   | 7. Platz | 8. Platz |

### Handball
| Wettbewerb       | Frauen (Spiele/Tore) | Männer (Spiele/Tore) |
| ---------------- | --- | --- |
| Athleten         | Marta López (5/18) Carmen Martín (5/20) Eli Cesáreo (5/7) Silvia Navarro (5/0) Mercedes Castellanos (5/0) Jennifer Gutiérrez Bermejo (3/6) Nerea Pena (5/22) Lara González Ortega (5/13) Soledad López (5/7) Alicia Fernández Fraga (5/5) Almudena Rodríguez (5/15) Ainhoa Hernández (5/5) Paula Arcos (3/3) Alexandrina Cabral Barbosa (5/10) Mireya González (4/4) | Gonzalo Pérez de Vargas (8/3) Eduardo Gurbindo (8/8) Jorge Maqueda (8/12) Ángel Fernández (7/17) Raúl Entrerríos (8/19) Alex Dujshebaev (8/29) Daniel Sarmiento (8/18) Rodrigo Corrales (8/0) Julen Aguinagalde (4/9) Ferrán Solé (6/17) Adrià Figueras (8/37) Viran Morros (3/0) Antonio García (8/24) Aleix Gómez (8/44) Gedeón Guardiola (8/1) Miguel Sánchez-Migallón (4/7) |
| Trainer          | Carlos Viver | Jordi Ribera |
| P-Akkreditierte  | Nicole Wiggins | Valero Rivera |
| Gruppenphase     | Schweden (24:31) Frankreich (28:25) Brasilien (27:23) Ungarn (25:29) ROC (31:34) | Deutschland (28:27) Norwegen (28:27) Brasilien (32:25) Frankreich (31:36) Argentinien (36:27) |
| Viertelfinale    | ausgeschieden | Schweden (34:33) |
| Halbfinale       | ausgeschieden | Dänemark (23:27) |
| Spiel um Platz 3 | ausgeschieden | Ägypten (33:31) |
| Platzierung      | 9. Platz | Bronze |

### Judo
| Athleten                | Wettbewerb | 1. Runde     | 1. Runde | 2. Runde     | 2. Runde | Achtelfinale  | Achtelfinale  | Viertelfinale | Viertelfinale | Halbfinale / Trostrunde | Halbfinale / Trostrunde | Finale / Platz 3 | Finale / Platz 3 | Rang |
| Athleten                | Wettbewerb | Gegner       | Ergebnis | Gegner       | Ergebnis | Gegner        | Ergebnis      | Gegner        | Ergebnis      | Gegner                  | Ergebnis                | Gegner           | Ergebnis         | Rang |
| ----------------------- | ---------- | ------------ | -------- | ------------ | -------- | ------------- | ------------- | ------------- | ------------- | ----------------------- | ----------------------- | ---------------- | ---------------- | ---- |
| Frauen                  |            |              |          |              |          |               |               |               |               |                         |                         |                  |                  |      |
| Julia Figueroa          | bis 48 kg  | G. Şentürk   | 10:0     | —            | —        | S. Rishony    | 0:10          | ausgeschieden | ausgeschieden | ausgeschieden           | ausgeschieden           | ausgeschieden    | ausgeschieden    | 9    |
| Ana Perez Box           | bis 52 kg  | F. Kocher    | 0:1      | —            | —        | ausgeschieden | ausgeschieden | ausgeschieden | ausgeschieden | ausgeschieden           | ausgeschieden           | ausgeschieden    | ausgeschieden    | 17   |
| Cristina Cabaña Perez   | bis 63 kg  | K. Watanabe  | 10:0     | —            | —        | T. Trstenjak  | 0:10s1        | ausgeschieden | ausgeschieden | ausgeschieden           | ausgeschieden           | ausgeschieden    | ausgeschieden    | 9    |
| María Bernabéu          | bis 70 kg  | M. Taimasowa | 0:1s1    | —            | —        | ausgeschieden | ausgeschieden | ausgeschieden | ausgeschieden | ausgeschieden           | ausgeschieden           | ausgeschieden    | ausgeschieden    | 17   |
| Männer                  |            |              |          |              |          |               |               |               |               |                         |                         |                  |                  |      |
| Francisco Garrigós      | bis 60 kg  | Freilos      | Freilos  | —            | —        | L. Mkheidze   | 0s2:1         | ausgeschieden | ausgeschieden | ausgeschieden           | ausgeschieden           | ausgeschieden    | ausgeschieden    | 9    |
| Alberto Gaitero         | bis 66 kg  | H. Santaraja | 0s3:10s2 | —            | —        | ausgeschieden | ausgeschieden | ausgeschieden | ausgeschieden | ausgeschieden           | ausgeschieden           | ausgeschieden    | ausgeschieden    | 17   |
| Nikoloz Sherazadishvili | bis 90 kg  | Freilos      | Freilos  | Gantulgyn A. | 1s1:0    | M. Nyman      | 10s2:0s2      | M. Igolnikow  | 0s2:10        | D. Bobonov              | 0s2:1s1                 | ausgeschieden    | ausgeschieden    | 7    |

### Kanu

#### Kanurennsport
| Athleten                                                  | Wettbewerb | Vorlauf      | Vorlauf | Viertelfinale | Viertelfinale | Halbfinale    | Halbfinale    | Finale A/B/C  | Finale A/B/C  | Rang          |
| Athleten                                                  | Wettbewerb | Zeit         | Rang    | Zeit          | Rang          | Zeit          | Rang          | Zeit          | Rang          | Rang          |
| --------------------------------------------------------- | ---------- | ------------ | ------- | ------------- | ------------- | ------------- | ------------- | ------------- | ------------- | ------------- |
| Frauen                                                    |            |              |         |               |               |               |               |               |               |               |
| Antía Jácome                                              | C-1 200 m  | 46,691 s     | 3       | 45,668 s      | 1             | 47,414 s      | 4             | 47,226 s      | 5             | 5             |
| Teresa Portela                                            | K-1 200 m  | 40,812 s     | 1       | —             | —             | 38,858 s      | 4             | 38,883 s      | 2             | Silber        |
| Isabel Contreras                                          | K-1 500 m  | 1:49,256 min | 4       | 1:51,235 min  | 1             | 1:54,535 min  | 6             | 1:55,728 min  | 3             | 19            |
| Männer                                                    |            |              |         |               |               |               |               |               |               |               |
| Cayetano García                                           | C-1 1000 m | 4:34,418 min | 4       | 4:31,929 min  | 5             | ausgeschieden | ausgeschieden | ausgeschieden | ausgeschieden | ausgeschieden |
| Pablo Martínez                                            | C-1 1000 m | 4:21,729 min | 5       | 4:09,102 min  | 3             | ausgeschieden | ausgeschieden | ausgeschieden | ausgeschieden | ausgeschieden |
| Cayetano García Pablo Martínez                            | C-2 1000 m | 3:44,947 min | 2       | —             | —             | 3:28,594 min  | 4             | 3:41,572 min  | 8             | 8             |
| Carlos Arévalo                                            | K-1 200 m  | 34,452 s     | 2       | —             | —             | 35,207 s      | 3             | 35,391 s      | 5             | 5             |
| Saúl Craviotto                                            | K-1 200 m  | 35,002 s     | 2       | —             | —             | 35,934 s      | 4             | 35,568 s      | 7             | 7             |
| Francisco Cubelos Íñigo Peña                              | K-2 1000 m | 3:10,138 min | 1       | —             | —             | 3:19,133 min  | 4             | 3:17,267 min  | 6             | 6             |
| Saúl Craviotto Marcus Walz Carlos Arévalo Rodrigo Germade | K-4 500 m  | 1:21,658 min | 1       | —             | —             | 1:24,355 min  | 1             | 1:22,445 min  | 2             | Silber        |

#### Kanuslalom
| Athleten          | Wettbewerb | Vorlauf  | Vorlauf | Halbfinale | Halbfinale | Finale   | Finale | Rang   |
| Athleten          | Wettbewerb | Zeit     | Rang    | Zeit       | Rang       | Zeit     | Rang   | Rang   |
| ----------------- | ---------- | -------- | ------- | ---------- | ---------- | -------- | ------ | ------ |
| Frauen            |            |          |         |            |            |          |        |        |
| Núria Vilarrubla  | C-1        | 118,03 s | 1       | 119,99 s   | 8          | 127,33 s | 8      | 8      |
| Maialen Chourraut | K-1        | 105,13 s | 5       | 107,92 s   | 7          | 106,63 s | 2      | Silber |
| Männer            |            |          |         |            |            |          |        |        |
| Ander Elosegi     | C-1        | 101,51 s | 7       | 103,15 s   | 3          | 106,59 s | 8      | 8      |
| David Llorente    | K-1        | 95,83 s  | 18      | 98,26 s    | 8          | 150,08 s | 10     | 10     |

### Karate

#### Kata
| Athleten        | Wettbewerb | Ausscheidungsrunde | Ausscheidungsrunde | Platzierungsrunde | Platzierungsrunde | Kampf um Gold / Bronze | Kampf um Gold / Bronze | Kampf um Gold / Bronze | Rang   |
| Athleten        | Wettbewerb | Punkte             | Rang               | Punkte            | Rang              | Gegner                 | Punkte                 | Rang                   | Rang   |
| --------------- | ---------- | ------------------ | ------------------ | ----------------- | ----------------- | ---------------------- | ---------------------- | ---------------------- | ------ |
| Frauen          |            |                    |                    |                   |                   |                        |                        |                        |        |
| Sandra Sánchez  | Kata       | 27,43              | 1                  | 27,86             | 1                 | K. Shimizu             | 28,06                  | 1                      | Gold   |
| Männer          |            |                    |                    |                   |                   |                        |                        |                        |        |
| Damián Quintero | Kata       | 27,37              | 1                  | 27,28             | 1                 | R. Kiyuna              | 27,66                  | 1                      | Silber |

### Leichtathletik
Laufen und Gehen 
| Athleten                                           | Wettbewerb        | Runde 1      | Runde 1 | Halbfinale    | Halbfinale    | Finale        | Finale        |
| Athleten                                           | Wettbewerb        | Zeit         | Rang    | Zeit          | Rang          | Zeit          | Rang          |
| -------------------------------------------------- | ----------------- | ------------ | ------- | ------------- | ------------- | ------------- | ------------- |
| Frauen                                             |                   |              |         |               |               |               |               |
| María Isabel Pérez                                 | 100 m             | 11,51 s      | 5       | ausgeschieden | ausgeschieden | ausgeschieden | ausgeschieden |
| Jaël Bestué                                        | 200 m             | 23,19 s      | 4       | ausgeschieden | ausgeschieden | ausgeschieden | ausgeschieden |
| Aauri Bokesa                                       | 400 m             | 51,89 s      | 4       | 51,57 s       | 8             | ausgeschieden | ausgeschieden |
| Natalia Romero                                     | 800 m             | 2:01,16 min  | 6       | 2:01,52 min   | 8             | ausgeschieden | ausgeschieden |
| Esther Guerrero                                    | 1500 m            | 4:07,08 min  | 8       | ausgeschieden | ausgeschieden | ausgeschieden | ausgeschieden |
| Marta Pérez                                        | 1500 m            | 4:04,76 min  | 7       | 4:01,69 min   | 5             | 4:00,12 min   | 9             |
| Lucía Rodríguez                                    | 5000 m            | 15:26,19 min | 16      | —             | —             | ausgeschieden | ausgeschieden |
| Teresa Errandonea                                  | 100 m Hürden      | 13,15 s      | 6       | ausgeschieden | ausgeschieden | ausgeschieden | ausgeschieden |
| Carolina Robles                                    | 3000 m Hindernis  | 9:45,37 min  | 13      | —             | —             | 9:50,96 min   | 14            |
| Marta Galimany                                     | Marathon          | —            | —       | —             | —             | 2:35:39 h     | 37            |
| Elena Loyo                                         | Marathon          | —            | —       | —             | —             | 2:34:38 h     | 29            |
| Laura Méndez                                       | Marathon          | —            | —       | —             | —             | DNF           | DNF           |
| Laura García-Caro                                  | 20 km Gehen       | —            | —       | —             | —             | 1:37:48 h     | 34            |
| Raquel González                                    | 20 km Gehen       | —            | —       | —             | —             | 1:31:57 h     | 14            |
| María Pérez García                                 | 20 km Gehen       | —            | —       | —             | —             | 1:30:05 h     | 4             |
| Männer                                             |                   |              |         |               |               |               |               |
| Óscar Husillos                                     | 400 m             | 48,05 s      | 7       | ausgeschieden | ausgeschieden | ausgeschieden | ausgeschieden |
| Adrián Ben                                         | 800 m             | 1:45,30 min  | 3       | 1:44,30 min   | 4             | 1:45,96 min   | 5             |
| Saúl Ordóñez                                       | 800 m             | 1:45,98 min  | 5       | ausgeschieden | ausgeschieden | ausgeschieden | ausgeschieden |
| Pablo Sánchez-Valladares                           | 800 m             | 1:46,06 min  | 4       | ausgeschieden | ausgeschieden | ausgeschieden | ausgeschieden |
| Ignacio Fontes                                     | 1500 m            | 3:36,95 min  | 8       | 3:34,49 min   | 5             | 3:38,56 min   | 13            |
| Jesús Gómez                                        | 1500 m            | 3:47,27 min  | 12      | 3:44,46 min   | 12            | ausgeschieden | ausgeschieden |
| Adel Mechaal                                       | 1500 m            | 3:36,74 min  | 6       | 3:32,19 min   | 4             | 3:30,77 min   | 5             |
| Mohamed Katir                                      | 5000 m            | 13:30,10 min | 1       | —             | —             | 13:06,60 min  | 8             |
| Carlos Mayo                                        | 10.000 m          | —            | —       | —             | —             | 28:04,71 min  | 13            |
| Asier Martínez                                     | 110 m Hürden      | 13,32 s      | 1       | 13,27 s       | 3             | 13,22 s       | 6             |
| Sergio Fernández                                   | 400 m Hürden      | 51,51 s      | 7       | ausgeschieden | ausgeschieden | ausgeschieden | ausgeschieden |
| Daniel Arce                                        | 3000 m Hindernis  | 8:38,09 min  | 13      | —             | —             | ausgeschieden | ausgeschieden |
| Fernando Carro Morillo                             | 3000 m Hindernis  | 8:23,07 min  | 8       | —             | —             | ausgeschieden | ausgeschieden |
| Sebastián Martos                                   | 3000 m Hindernis  | DNF          | DNF     | —             | —             | ausgeschieden | ausgeschieden |
| Javier Guerra                                      | Marathon          | —            | —       | —             | —             | 2:16:42 h     | 33            |
| Ayad Lamdassem                                     | Marathon          | —            | —       | —             | —             | 2:10:16 h     | 5             |
| Daniel Mateo                                       | Marathon          | —            | —       | —             | —             | 2:15:21 h     | 21            |
| Diego García                                       | 20 km Gehen       | —            | —       | —             | —             | 1:21:57 h     | 6             |
| Miguel Ángel López                                 | 20 km Gehen       | —            | —       | —             | —             | 1:27:12 h     | 31            |
| Álvaro Martín                                      | 20 km Gehen       | —            | —       | —             | —             | 1:21:46 h     | 4             |
| Luis Manuel Corchete                               | 50 km Gehen       | —            | —       | —             | —             | DNF           | DNF           |
| Jesús Ángel García                                 | 50 km Gehen       | —            | —       | —             | —             | 4:10:03 h     | 35            |
| Marc Tur                                           | 50 km Gehen       | —            | —       | —             | —             | 3:51:08 h     | 4             |
| Mixed                                              |                   |              |         |               |               |               |               |
| Laura Bueno Aauri Bokesa Bernat Erta Samuel García | 4 × 400-m-Staffel | 3:13,29 min  | 6       | —             | —             | ausgeschieden | ausgeschieden |

 Springen und Werfen 
| Athleten             | Wettbewerb  | Qualifikation | Qualifikation | Finale        | Finale        | Rang   |
| Athleten             | Wettbewerb  | Weite/Höhe    | Rang          | Weite/Höhe    | Rang          | Rang   |
| -------------------- | ----------- | ------------- | ------------- | ------------- | ------------- | ------ |
| Frauen               |             |               |               |               |               |        |
| Fátima Diame         | Weitsprung  | 6,33 m        | 22            | ausgeschieden | ausgeschieden | 22     |
| Ana Peleteiro        | Dreisprung  | 14,62 m       | 2             | 14,87 m       | 3             | Bronze |
| María Belén Toimil   | Kugelstoßen | 17,38 m       | 22            | ausgeschieden | ausgeschieden | 22     |
| Laura Redondo        | Hammerwurf  | 62,42 m       | 29            | ausgeschieden | ausgeschieden | 29     |
| Männer               |             |               |               |               |               |        |
| Eusebio Cáceres      | Weitsprung  | 7,98 m        | 7             | 8,18 m        | 4             | 4      |
| Pablo Torrijos       | Dreisprung  | 15,87 m       | 25            | ausgeschieden | ausgeschieden | 25     |
| Lois Maikel Martínez | Diskuswurf  | 54,69 m       | 30            | ausgeschieden | ausgeschieden | 30     |
| Javier Cienfuegos    | Hammerwurf  | 76,91 m       | 7             | 76,30 m       | 10            | 10     |
| Odei Jainaga         | Speerwurf   | 73,11 m       | 29            | ausgeschieden | ausgeschieden | 29     |

 Mehrkampf 
| Athletinnen        | 100 m Hürden | 100 m Hürden | Hochsprung | Hochsprung | Kugelstoßen | Kugelstoßen | 200 m   | 200 m  | Weitsprung | Weitsprung | Speerwurf | Speerwurf | 800 m       | 800 m  | Punkte | Rang |
| Athletinnen        | Zeit         | Punkte       | Höhe       | Punkte     | Weite       | Punkte      | Zeit    | Punkte | Weite      | Punkte     | Weite     | Punkte    | Zeit        | Punkte | Punkte | Rang |
| ------------------ | ------------ | ------------ | ---------- | ---------- | ----------- | ----------- | ------- | ------ | ---------- | ---------- | --------- | --------- | ----------- | ------ | ------ | ---- |
| Siebenkampf Frauen |              |              |            |            |             |             |         |        |            |            |           |           |             |        |        |      |
| María Vicente      | 13,54 s      | 1059         | 1,77 m     | 941        | 12,70 m     | 707         | 23,50 s | 1029   | 6,18 m     | 905        | 37,04 m   | 611       | 2:16,99 min | 865    | 6117   | 18   |

| Athleten         | 100 m   | 100 m | Weitsprung | Weitsprung | Kugelstoßen | Kugelstoßen | Hochsprung | Hochsprung | 400 m   | 400 m | 110 m Hürden | 110 m Hürden | Diskuswurf | Diskuswurf | Stabhochsprung | Stabhochsprung | Speerwurf | Speerwurf | 1500 m      | 1500 m | Punkte | Rang |
| Athleten         | Zeit    | Pkte. | Weite      | Pkte.      | Weite       | Pkte.       | Höhe       | Pkte.      | Zeit    | Pkte. | Zeit         | Pkte.        | Weite      | Pkte.      | Höhe           | Pkte.          | Weite     | Pkte.     | Zeit        | Pkte.  | Punkte | Rang |
| ---------------- | ------- | ----- | ---------- | ---------- | ----------- | ----------- | ---------- | ---------- | ------- | ----- | ------------ | ------------ | ---------- | ---------- | -------------- | -------------- | --------- | --------- | ----------- | ------ | ------ | ---- |
| Zehnkampf Männer |         |       |            |            |             |             |            |            |         |       |              |              |            |            |                |                |           |           |             |        |        |      |
| Jorge Ureña      | 10,66 s | 938   | 7,30 m     | 886        | 13,97 m     | 727         | 2,05 m     | 850        | 48,00 s | 909   | 14,13 s      | 958          | 43,70 m    | 740        | 4,90 m         | 880            | 55,82 m   | 675       | 4:27,82 min | 759    | 8322   | 9    |

### Moderner Fünfkampf
| Athleten      | Fechten | Fechten | Schwimmen   | Schwimmen | Reiten  | Reiten | Combined     | Combined | Punkte | Rang |
| Athleten      | Bilanz  | Punkte  | Zeit        | Punkte    | Zeit    | Punkte | Zeit         | Punkte   | Punkte | Rang |
| ------------- | ------- | ------- | ----------- | --------- | ------- | ------ | ------------ | -------- | ------ | ---- |
| Männer        |         |         |             |           |         |        |              |          |        |      |
| Aleix Heredia | 16+4    | 200     | 2:07,78 min | 295       | 70,14 s | 286    | 11:34,52 min | 606      | 1387   | 23   |

### Radsport

#### Bahn
| Athleten                     | Wettbewerb | Finals | Finals | Rang |
| Athleten                     | Wettbewerb | Punkte | Rang   | Rang |
| ---------------------------- | ---------- | ------ | ------ | ---- |
| Albert Torres Sebastián Mora | Madison    | 14     | 6      | 6    |

Omnium
| Männer        |        |    |    |    |    |    |   |    |    |    |    |
| Albert Torres | Omnium | 12 | 15 | 22 | 10 | 28 | 7 | 22 | 11 | 84 | 10 |

#### Straße
| Athleten                  | Wettbewerb       | Zeit         | Rang |
| ------------------------- | ---------------- | ------------ | ---- |
| Frauen                    |                  |              |      |
| Margarita Victoria García | Straßenrennen    | 3:54:31 h    | 12   |
| Ane Santesteban           | Straßenrennen    | 3:56:04 h    | 28   |
| Margarita Victoria García | Einzelzeitfahren | 34:39,94 min | 23   |
| Männer                    |                  |              |      |
| Omar Fraile               | Straßenrennen    | DNF          | –    |
| Jesús Herrada             | Straßenrennen    | 6:16:53 h    | 62   |
| Gorka Izagirre            | Straßenrennen    | 6:11:46 h    | 23   |
| Ion Izagirre              | Straßenrennen    | 6:21:46 h    | 79   |
| Alejandro Valverde        | Straßenrennen    | 6:15:38      | 42   |
| Ion Izagirre              | Einzelzeitfahren | DNF          | –    |

#### Mountainbike
| Athleten              | Wettbewerb    | Zeit      | Rang   |
| --------------------- | ------------- | --------- | ------ |
| Frauen                |               |           |        |
| Rocío del Alba García | Cross-Country | 1:26:32 h | 26     |
| Männer                |               |           |        |
| Jofre Cullell         | Cross-Country | 1:28:16 h | 15     |
| David Valero          | Cross-Country | 1:25:48 h | Bronze |

### Reiten

#### Dressurreiten
| Athleten                                                                                              | Wettbewerb | Prozent    | Prozent       | Rang |
| Athleten                                                                                              | Wettbewerb | Grand Prix | GP Kür        | Rang |
| --- | ---------- | ---------- | ------------- | ---- |
| Beatriz Ferrer-Salat mit Elegance                                                                     | Einzel     | 72,096 %   | 77,532 %      | 17   |
| José Antonio García Mena mit Sorento                                                                  | Einzel     | 69,146 %   | ausgeschieden | 32   |
| Severo Jurado López mit Fendi T                                                                       | Einzel     | 68,370 %   | ausgeschieden | 38   |
| Beatriz Ferrer-Salat mit Elegance José Antonio García Mena mit Divina Royal Severo Jurado mit Fendi T | Mannschaft | 6749,5     | 7198,5        | 7    |

#### Springreiten
| Athleten                         | Wettbewerb | Strafpunkte   | Strafpunkte   | Strafpunkte   | Rang |
| Athleten                         | Wettbewerb | Qualifikation | Einzelfinale  | Einzelfinale  | Rang |
| Athleten                         | Wettbewerb | Qualifikation | 1. Umlauf     | Stechen       | Rang |
| -------------------------------- | ---------- | ------------- | ------------- | ------------- | ---- |
| Eduardo Álvarez Aznar mit Legend | Einzel     | (4)           | ausgeschieden | ausgeschieden | 31   |

#### Vielseitigkeitsreiten
| Athleten                               | Wettbewerb | Minuspunkte Dressur | Minuspunkte Gelände | Minuspunkte Springen | Minuspunkte Springen | Minuspunkte Gesamt | Rang |
| -------------------------------------- | ---------- | ------------------- | ------------------- | -------------------- | -------------------- | ------------------ | ---- |
| Francisco Gaviño mit Source de la Faye | Einzel     | 39,90               | 75,60               | 12,00                | ausgeschieden        | 135,30             | 44   |

### Rudern
| Athleten                             | Wettbewerb                  | Vorlauf     | Vorlauf | Vorlauf       | Hoffnungslauf | Hoffnungslauf | Hoffnungslauf | Halbfinale  | Halbfinale | Halbfinale    | Finale      | Finale | Rang |
| Athleten                             | Wettbewerb                  | Zeit        | Platz   | Qualifikation | Zeit          | Platz         | Qualifikation | Zeit        | Platz      | Qualifikation | Zeit        | Platz  | Rang |
| ------------------------------------ | --------------------------- | ----------- | ------- | ------------- | ------------- | ------------- | ------------- | ----------- | ---------- | ------------- | ----------- | ------ | ---- |
| Frauen                               |                             |             |         |               |               |               |               |             |            |               |             |        |      |
| Aina Cid Virginia Díaz Rivas         | Zweier ohne Steuerfrau      | 7:23,14 min | 3       | Halbfinale    | –             | –             | –             | 6:50,63 min | 3          | Finale A      | 7:00,05 min | 6      | 6    |
| Männer                               |                             |             |         |               |               |               |               |             |            |               |             |        |      |
| Manel Balastegui Caetano Horta       | Leichtgewichts-Doppelzweier | 6:38,72 min | 4       | Hoffnungslauf | 6:45,71 min   | 2             | Halbfinale    | 6:15,49 min | 5          | Finale B      | 6:15,45 min | 1      | 7    |
| Jaime Canalejo Javier García Ordóñez | Zweier ohne Steuermann      | 6:53,33 min | 4       | Hoffnungslauf | 6:47,06 min   | 1             | Halbfinale    | 6:16,25 min | 3          | Finale A      | 6:25,25 min | 6      | 6    |

### Schießen
| Athleten                        | Wettbewerb | Qualifikation   | Qualifikation | Finale          | Finale        | Ringe/ Scheiben | Rang |
| Athleten                        | Wettbewerb | Ringe/ Scheiben | Rang          | Ringe/ Scheiben | Rang          | Ringe/ Scheiben | Rang |
| ------------------------------- | ---------- | --------------- | ------------- | --------------- | ------------- | --------------- | ---- |
| Frauen                          |            |                 |               |                 |               |                 |      |
| Fátima Gálvez                   | Trap       | 116             | 14            | ausgeschieden   | ausgeschieden | 116             | 14   |
| Männer                          |            |                 |               |                 |               |                 |      |
| Alberto Fernández               | Trap       | 122             | 9             | ausgeschieden   | ausgeschieden | 122             | 9    |
| Mixed                           |            |                 |               |                 |               |                 |      |
| Fátima Gálvez Alberto Fernández | Trap       | 148             | 1             | 41              | 1             | 189             | Gold |

### Schwimmen
| Athleten                                                           | Wettbewerb       | Vorlauf      | Vorlauf | Halbfinale    | Halbfinale    | Finale        | Finale        | Rang |
| Athleten                                                           | Wettbewerb       | Zeit         | Rang    | Zeit          | Rang          | Zeit          | Rang          | Rang |
| ------------------------------------------------------------------ | ---------------- | ------------ | ------- | ------------- | ------------- | ------------- | ------------- | ---- |
| Frauen                                                             |                  |              |         |               |               |               |               |      |
| Lidón Muñoz del Campo                                              | 50 m Freistil    | 25,10 s      | 23      | ausgeschieden | ausgeschieden | ausgeschieden | ausgeschieden | 23   |
| Lidón Muñoz del Campo                                              | 100 m Freistil   | 54,97 s      | 27      | ausgeschieden | ausgeschieden | ausgeschieden | ausgeschieden | 27   |
| Mireia Belmonte                                                    | 800 m Freistil   | 8:26,71 min  | 14      | —             | —             | ausgeschieden | ausgeschieden | 14   |
| Jimena Pérez Blanco                                                | 800 m Freistil   | 8:33,98 min  | 21      | —             | —             | ausgeschieden | ausgeschieden | 21   |
| Mireia Belmonte                                                    | 1500 m Freistil  | 16:11,68 min | 15      | —             | —             | ausgeschieden | ausgeschieden | 15   |
| Jimena Pérez Blanco                                                | 1500 m Freistil  | 16:15,99 min | 18      | —             | —             | ausgeschieden | ausgeschieden | 18   |
| Jessica Vall                                                       | 100 m Brust      | 1:07,07 min  | 18      | ausgeschieden | ausgeschieden | ausgeschieden | ausgeschieden | 18   |
| Marina García Urzainqui                                            | 200 m Brust      | 2:26,21 min  | 22      | ausgeschieden | ausgeschieden | ausgeschieden | ausgeschieden | 22   |
| Jessica Vall                                                       | 200 m Brust      | 2:23,31 min  | 10      | 2:24,87 min   | 13            | ausgeschieden | ausgeschieden | 13   |
| África Zamorano                                                    | 200 m Rücken     | 2:10,72 min  | 14      | 2:10,42 min   | 13            | ausgeschieden | ausgeschieden | 13   |
| África Zamorano                                                    | 200 m Lagen      | 2:13,81 min  | 20      | ausgeschieden | ausgeschieden | ausgeschieden | ausgeschieden | 20   |
| Mireia Belmonte                                                    | 400 m Lagen      | 4:35,88 min  | 4       | —             | —             | 4:35,13 min   | 4             | 4    |
| África Zamorano Jessica Vall Mireia Belmonte Lidón Muñoz del Campo | 4 × 100 m Lagen  | 4:04,14 min  | 16      | —             | —             | ausgeschieden | ausgeschieden | 16   |
| Paula Ruiz                                                         | 10 km Freiwasser | —            | —       | —             | —             | 2:03:17,6 h   | 16            | 16   |
| Männer                                                             |                  |              |         |               |               |               |               |      |
| Hugo González                                                      | 100 m Rücken     | 53,45 s      | 9       | 53,05 s       | 7             | 52,78 s       | 6             | 6    |
| Nicolás García                                                     | 200 m Rücken     | 1:57,62 min  | 13      | 1:56,35 min   | 5             | 1:59,06 min   | 8             | 8    |
| Hugo González                                                      | 200 m Lagen      | 1:57,61 min  | 11      | 1:57,96 min   | 11            | ausgeschieden | ausgeschieden | 11   |
| Joan Lluís Pons                                                    | 400 m Lagen      | 4:12,67 min  | 15      | —             | —             | ausgeschieden | ausgeschieden | 15   |
| Alberto Martínez                                                   | 10 km Freiwasser | —            | —       | —             | —             | 1:53:16,4 h   | 18            | 18   |

### Segeln
| Athleten                       | Wettbewerb      | Qualifikation | Qualifikation | Medal Race    | Medal Race    | Punkte | Rang   |
| Athleten                       | Wettbewerb      | Punkte        | Rang          | Punkte        | Rang          | Punkte | Rang   |
| ------------------------------ | --------------- | ------------- | ------------- | ------------- | ------------- | ------ | ------ |
| Frauen                         |                 |               |               |               |               |        |        |
| Blanca Manchón                 | Windsurfen RS:X | 124           | 11            | ausgeschieden | ausgeschieden | 124    | 11     |
| Cristina Pujol                 | Laser Radial    | 179           | 23            | ausgeschieden | ausgeschieden | 179    | 23     |
| Silvia Mas Patricia Cantero    | 470er           | 81            | 11            | ausgeschieden | ausgeschieden | 81     | 11     |
| Támara Echegoyen Paula Barceló | 49erFX          | 77            | 4             | 12            | 6             | 89     | 4      |
| Männer                         |                 |               |               |               |               |        |        |
| Ángel Granda                   | Windsurfen RS:X | 108           | 10            | 10            | 5             | 118    | 10     |
| Joel Rodríguez                 | Laser           | 135           | 16            | ausgeschieden | ausgeschieden | 135    | 16     |
| Joan Cardona Méndez            | Finn Dinghy     | 39            | 3             | 12            | 6             | 51     | Bronze |
| Jordi Xammar Nicolás Rodríguez | 470er           | 45            | 3             | 10            | 5             | 55     | Bronze |
| Diego Botín Iago López         | 49er            | 56            | 3             | 14            | 7             | 70     | 4      |
| Mixed                          |                 |               |               |               |               |        |        |
| Tara Pacheco Florián Trittel   | Nacra 17        | 62            | 5             | 14            | 7             | 76     | 6      |

### Skateboard
| Athleten        | Wettbewerb | Qualifikation | Qualifikation | Finale        | Finale        | Rang |
| Athleten        | Wettbewerb | Punkte        | Rang          | Punkte        | Rang          | Rang |
| --------------- | ---------- | ------------- | ------------- | ------------- | ------------- | ---- |
| Frauen          |            |               |               |               |               |      |
| Julia Benedetti | Park       | 27,76         | 16            | ausgeschieden | ausgeschieden | 16   |
| Männer          |            |               |               |               |               |      |
| Danny León      | Park       | 72,24         | 9             | ausgeschieden | ausgeschieden | 9    |
| Jaime Mateu     | Park       | 69,18         | 10            | ausgeschieden | ausgeschieden | 10   |

### Sportklettern
| Athleten            | Wettbewerb             | Qualifikation | Qualifikation | Qualifikation | Qualifikation | Qualifikation | Finale | Finale   | Finale        | Finale | Finale | Rang |
| Athleten            | Wettbewerb             | Speed         | Bouldern      | Schwierigkeit | Punkte        | Rang          | Speed  | Bouldern | Schwierigkeit | Punkte | Rang   | Rang |
| ------------------- | ---------------------- | ------------- | ------------- | ------------- | ------------- | ------------- | ------ | -------- | ------------- | ------ | ------ | ---- |
| Männer              |                        |               |               |               |               |               |        |          |               |        |        |      |
| Alberto Ginés López | Olympische Kombination | 7             | 14            | 3             | 294           | 6             | 1      | 7        | 4             | 28     | 1      | Gold |

### Synchronschwimmen
| Athletinnen                                                                                                   | Wettbewerb | Qualifikation     | Qualifikation     | Qualifikation  | Qualifikation  | Qualifikation | Qualifikation | Finale         | Finale         | Finale           | Finale           |
| Athletinnen                                                                                                   | Wettbewerb | Technische Kür TK | Technische Kür TK | Freie Kür FK-Q | Freie Kür FK-Q | Gesamt        | Gesamt        | Freie Kür FK-F | Freie Kür FK-F | Gesamt TK + FK-F | Gesamt TK + FK-F |
| Athletinnen                                                                                                   | Wettbewerb | Punkte            | Rang              | Punkte         | Rang           | Punkte        | Rang          | Punkte         | Rang           | Punkte           | Rang             |
| --- | ---------- | ----------------- | ----------------- | -------------- | -------------- | ------------- | ------------- | -------------- | -------------- | ---------------- | ---------------- |
| Frauen |            |                   |                   |                |                |               |               |                |                |                  |                  |
| Alisa Ozhogina Iris Tió                                                                                       | Duett      | 88,3000           | 10                | 86,9281        | 11             | 175,2281      | 11            | 88,6667        | 10             | 175,5948         | 10               |
| Ona Carbonell Berta Ferreras Meritxell Mas Alisa Ozhogina Paula Ramírez Sara Saldaña Iris Tió Blanca Toledano | Mannschaft | 90,3780           | 7                 | –              | –              | –             | –             | 91,5333        | 7              | 181,9113         | 7                |

### Taekwondo
| Athleten       | Wettbewerb       | Achtelfinale  | Achtelfinale | Viertelfinale | Viertelfinale | Hoffnungsrunde Halbfinale | Hoffnungsrunde Halbfinale | Halbfinale    | Halbfinale    | Hoffnungsrunde Finale | Hoffnungsrunde Finale | Finale            | Finale        | Rang   |
| Athleten       | Wettbewerb       | Gegner        | Erg.         | Gegner        | Erg.          | Gegner                    | Erg.                      | Gegner        | Erg.          | Gegner                | Erg.                  | Gegner            | Erg.          | Rang   |
| -------------- | ---------------- | ------------- | ------------ | ------------- | ------------- | ------------------------- | ------------------------- | ------------- | ------------- | --------------------- | --------------------- | ----------------- | ------------- | ------ |
| Frauen         |                  |               |              |               |               |                           |                           |               |               |                       |                       |                   |               |        |
| Adriana Cerezo | Klasse bis 49 kg | T. Bogdanović | 12:4         | J. Wu         | 33:2          | —                         | —                         | R. Yıldırım   | 39:19         | —                     | —                     | P. Wongpattanakit | 10:11         | Silber |
| Männer         |                  |               |              |               |               |                           |                           |               |               |                       |                       |                   |               |        |
| Adrián Vicente | Klasse bis 58 kg | R. Bragança   | 24:9         | J. Jang       | 19:24         | ausgeschieden             | ausgeschieden             | ausgeschieden | ausgeschieden | ausgeschieden         | ausgeschieden         | ausgeschieden     | ausgeschieden | 9      |
| Javier Pérez   | Klasse bis 68 kg | A. Wael       | 20:22        | ausgeschieden | ausgeschieden | ausgeschieden             | ausgeschieden             | ausgeschieden | ausgeschieden | ausgeschieden         | ausgeschieden         | ausgeschieden     | ausgeschieden | 11     |
| Raúl Martínez  | Klasse bis 80 kg | T. Kanaet     | 15:21        | ausgeschieden | ausgeschieden | ausgeschieden             | ausgeschieden             | ausgeschieden | ausgeschieden | ausgeschieden         | ausgeschieden         | ausgeschieden     | ausgeschieden | 11     |

### Tennis
| Athleten                                        | Wettbewerb | 1. Runde                     | 1. Runde          | 2. Runde      | 2. Runde       | Achtelfinale                    | Achtelfinale     | Viertelfinale  | Viertelfinale | Halbfinale     | Halbfinale    | Finale / Platz 3 | Finale / Platz 3      |
| Athleten                                        | Wettbewerb | Gegner                       | Ergebnis          | Gegner        | Ergebnis       | Gegner                          | Ergebnis         | Gegner         | Ergebnis      | Gegner         | Ergebnis      | Gegner           | Ergebnis              |
| ----------------------------------------------- | ---------- | ---------------------------- | ----------------- | ------------- | -------------- | ------------------------------- | ---------------- | -------------- | ------------- | -------------- | ------------- | ---------------- | --------------------- |
| Frauen                                          |            |                              |                   |               |                |                                 |                  |                |               |                |               |                  |                       |
| Garbiñe Muguruza                                | Einzel     | W. Kudermetowa               | 7:5, 7:5          | Q. Wang       | 6:3, 6:0       | A. Van Uytvanck                 | 6:4, 6:1         | J. Rybakina    | 5:7, 1:6      | ausgeschieden  | ausgeschieden | ausgeschieden    | ausgeschieden         |
| Paula Badosa                                    | Einzel     | K. Mladenovic                | 6:74, 6:3, 6:0    | I. Świątek    | 6:3, 7:64      | N. Podoroska                    | 6:2, 6:3         | M. Vondroušová | 3:6 Aufgabe   | ausgeschieden  | ausgeschieden | ausgeschieden    | ausgeschieden         |
| Sara Sorribes Tormo                             | Einzel     | A. Barty                     | 6:4, 6:3          | F. Ferro      | 6:1, 6:4       | A. Pawljutschenkowa             | 1:6, 3:6         | ausgeschieden  | ausgeschieden | ausgeschieden  | ausgeschieden | ausgeschieden    | ausgeschieden         |
| Carla Suárez Navarro                            | Einzel     | O. Jabeur                    | 6:4, 6:1          | K. Plíšková   | 3:6, 7:60, 1:6 | ausgeschieden                   | ausgeschieden    | ausgeschieden  | ausgeschieden | ausgeschieden  | ausgeschieden | ausgeschieden    | ausgeschieden         |
| Garbiñe Muguruza Carla Suárez Navarro           | Doppel     | E. Mertens / A. Van Uytvanck | 6:3, 7:64         | —             | —              | G. Muguruza / C. Suárez Navarro | 6:3, 1:6, [9:11] | ausgeschieden  | ausgeschieden | ausgeschieden  | ausgeschieden | ausgeschieden    | ausgeschieden         |
| Paula Badosa Sara Sorribes Tormo                | Doppel     | G. Olmos / R. Zarazúa        | 6:2, 6:74, [10:7] | —             | —              | B. Krejčíková / K. Siniaková    | 2:6, 7:5, [5:10] | ausgeschieden  | ausgeschieden | ausgeschieden  | ausgeschieden | ausgeschieden    | ausgeschieden         |
| Männer                                          |            |                              |                   |               |                |                                 |                  |                |               |                |               |                  |                       |
| Pablo Carreño Busta                             | Einzel     | T. Sandgren                  | 7:5, 6:2          | M. Čilić      | 5:7, 6:4, 6:4  | D. Koepfer                      | 7:67, 6:3        | D. Medwedew    | 6:2, 7:65     | K. Chatschanow | 3:6, 3:6      | N. Đoković       | 6:4, 6:75, 6:3 Bronze |
| Alejandro Davidovich Fokina                     | Einzel     | P. Sousa                     | 6:3, 6:0          | J. Millman    | 6:4, 6:74, 6:3 | N. Đoković                      | 3:6, 1:6         | ausgeschieden  | ausgeschieden | ausgeschieden  | ausgeschieden | ausgeschieden    | ausgeschieden         |
| Pablo Andújar                                   | Einzel     | U. Humbert                   | 6:73, 1:6         | ausgeschieden | ausgeschieden  | ausgeschieden                   | ausgeschieden    | ausgeschieden  | ausgeschieden | ausgeschieden  | ausgeschieden | ausgeschieden    | ausgeschieden         |
| Roberto Carballés Baena                         | Einzel     | N. Bassilaschwili            | 3:6, 2:6          | ausgeschieden | ausgeschieden  | ausgeschieden                   | ausgeschieden    | ausgeschieden  | ausgeschieden | ausgeschieden  | ausgeschieden | ausgeschieden    | ausgeschieden         |
| Pablo Carreño Busta Alejandro Davidovich Fokina | Doppel     | J. S. Cabal / R. Farah       | 2:6, 4:6          | —             | —              | ausgeschieden                   | ausgeschieden    | ausgeschieden  | ausgeschieden | ausgeschieden  | ausgeschieden | ausgeschieden    | ausgeschieden         |
| Pablo Andújar Roberto Carballés Baena           | Doppel     | L. Musetti / L. Sonego       | 5:7, 4:6          | —             | —              | ausgeschieden                   | ausgeschieden    | ausgeschieden  | ausgeschieden | ausgeschieden  | ausgeschieden | ausgeschieden    | ausgeschieden         |

### Tischtennis
| Athleten      | Wettbewerb | 1. Runde            | 1. Runde | 2. Runde      | 2. Runde      | 3. Runde      | 3. Runde      | Achtelfinale  | Achtelfinale  | Viertelfinale | Viertelfinale | Halbfinale    | Halbfinale    | Finale/Platz 3 | Finale/Platz 3 | Rang  |
| Athleten      | Wettbewerb | Gegner              | Erg.     | Gegner        | Erg.          | Gegner        | Erg.          | Gegner        | Erg.          | Gegner        | Erg.          | Gegner        | Erg.          | Gegner         | Erg.           | Rang  |
| ------------- | ---------- | ------------------- | -------- | ------------- | ------------- | ------------- | ------------- | ------------- | ------------- | ------------- | ------------- | ------------- | ------------- | -------------- | -------------- | ----- |
| Frauen        |            |                     |          |               |               |               |               |               |               |               |               |               |               |                |                |       |
| María Xiao    | Einzel     | Anastassija Lawrowa | 4:1      | Minnie Soo    | 4:2           | Feng Tianwei  | 1:4           | ausgeschieden | ausgeschieden | ausgeschieden | ausgeschieden | ausgeschieden | ausgeschieden | ausgeschieden  | ausgeschieden  | 17–32 |
| Galia Dvorak  | Einzel     | Liu Juan            | 1:4      | ausgeschieden | ausgeschieden | ausgeschieden | ausgeschieden | ausgeschieden | ausgeschieden | ausgeschieden | ausgeschieden | ausgeschieden | ausgeschieden | ausgeschieden  | ausgeschieden  | 49–64 |
| Männer        |            |                     |          |               |               |               |               |               |               |               |               |               |               |                |                |       |
| Álvaro Robles | Einzel     | Gaston Alto         | 4:1      | Darko Jorgić  | 3:4           | ausgeschieden | ausgeschieden | ausgeschieden | ausgeschieden | ausgeschieden | ausgeschieden | ausgeschieden | ausgeschieden | ausgeschieden  | ausgeschieden  | 33–48 |

### Triathlon
| Athleten                                                               | Wettbewerb | Zeit      | Rang |
| ---------------------------------------------------------------------- | ---------- | --------- | ---- |
| Frauen                                                                 |            |           |      |
| Miriam Casillas García                                                 | Einzel     | 2:01:52 h | 21   |
| Anna Godoy Contreras                                                   | Einzel     | LAP       | LAP  |
| Männer                                                                 |            |           |      |
| Mario Mola                                                             | Einzel     | 1:46:13 h | 10   |
| Fernando Alarza                                                        | Einzel     | 1:46:22 h | 12   |
| Javier Gómez Noya                                                      | Einzel     | 1:47:46 h | 25   |
| Mixed                                                                  |            |           |      |
| Miriam Casillas García Anna Godoy Contreras Mario Mola Fernando Alarza | Staffel    | 1:26:31 h | 10   |

### Turnen

#### Gerätturnen
| Athleten                                                | Wettbewerb           | Qualifikation | Qualifikation | Finale        | Finale        | Rang |
| Athleten                                                | Wettbewerb           | Punkte        | Rang          | Punkte        | Rang          | Rang |
| ------------------------------------------------------- | -------------------- | ------------- | ------------- | ------------- | ------------- | ---- |
| Frauen                                                  |                      |               |               |               |               |      |
| Laura Bechdejú                                          | Boden                | 12,300        | 62            | ausgeschieden | ausgeschieden | 62   |
| Marina González                                         | Boden                | 12,866        | 36            | ausgeschieden | ausgeschieden | 36   |
| Alba Petisco                                            | Boden                | 12,566        | 53            | ausgeschieden | ausgeschieden | 53   |
| Roxana Popa                                             | Boden                | 12,533        | 55            | ausgeschieden | ausgeschieden | 55   |
| Laura Bechdejú                                          | Schwebebalken        | 12,666        | 45            | ausgeschieden | ausgeschieden | 45   |
| Marina González                                         | Schwebebalken        | 12,366        | 55            | ausgeschieden | ausgeschieden | 55   |
| Alba Petisco                                            | Schwebebalken        | 11,700        | 73            | ausgeschieden | ausgeschieden | 73   |
| Roxana Popa                                             | Schwebebalken        | 12,866        | 40            | ausgeschieden | ausgeschieden | 40   |
| Laura Bechdejú                                          | Stufenbarren         | 12,700        | 56            | ausgeschieden | ausgeschieden | 56   |
| Marina González                                         | Stufenbarren         | 11,033        | 81            | ausgeschieden | ausgeschieden | 81   |
| Alba Petisco                                            | Stufenbarren         | 12,866        | 51            | ausgeschieden | ausgeschieden | 51   |
| Roxana Popa                                             | Stufenbarren         | 14,400        | 15            | ausgeschieden | ausgeschieden | 15   |
| Laura Bechdejú                                          | Mehrkampf Einzel     | 51,199        | 53            | ausgeschieden | ausgeschieden | 53   |
| Marina González                                         | Mehrkampf Einzel     | 49,498        | 63            | ausgeschieden | ausgeschieden | 63   |
| Alba Petisco                                            | Mehrkampf Einzel     | 50,598        | 57            | ausgeschieden | ausgeschieden | 57   |
| Roxana Popa                                             | Mehrkampf Einzel     | 54,099        | 21            | 51,533        | 22            | 22   |
| Laura Bechdejú Marina González Alba Petisco Roxana Popa | Mehrkampf Mannschaft | 157,128       | 12            | ausgeschieden | ausgeschieden | 12   |
| Männer                                                  |                      |               |               |               |               |      |
| Néstor Abad                                             | Boden                | 13,666        | 40            | ausgeschieden | ausgeschieden | 40   |
| Thierno Diallo                                          | Boden                | 12,233        | 66            | ausgeschieden | ausgeschieden | 66   |
| Nicolau Mir                                             | Boden                | 13,533        | 45            | ausgeschieden | ausgeschieden | 45   |
| Joel Plata                                              | Boden                | 13,500        | 48            | ausgeschieden | ausgeschieden | 48   |
| Néstor Abad                                             | Pauschenpferd        | 11,466        | 71            | ausgeschieden | ausgeschieden | 71   |
| Thierno Diallo                                          | Pauschenpferd        | 12,900        | 50            | ausgeschieden | ausgeschieden | 50   |
| Nicolau Mir                                             | Pauschenpferd        | 12,600        | 58            | ausgeschieden | ausgeschieden | 58   |
| Joel Plata                                              | Pauschenpferd        | 13,433        | 35            | ausgeschieden | ausgeschieden | 35   |
| Néstor Abad                                             | Ringe                | 11,966        | 69            | ausgeschieden | ausgeschieden | 69   |
| Thierno Diallo                                          | Ringe                | 13,000        | 58            | ausgeschieden | ausgeschieden | 58   |
| Nicolau Mir                                             | Ringe                | 12,400        | 67            | ausgeschieden | ausgeschieden | 67   |
| Joel Plata                                              | Ringe                | 13,300        | 50            | ausgeschieden | ausgeschieden | 50   |
| Nicolau Mir                                             | Sprung               | 14,133        | 13            | ausgeschieden | ausgeschieden | 13   |
| Néstor Abad                                             | Barren               | 14,800        | 23            | ausgeschieden | ausgeschieden | 23   |
| Thierno Diallo                                          | Barren               | 14,000        | 46            | ausgeschieden | ausgeschieden | 46   |
| Nicolau Mir                                             | Barren               | 14,033        | 43            | ausgeschieden | ausgeschieden | 43   |
| Joel Plata                                              | Barren               | 14,633        | 30            | ausgeschieden | ausgeschieden | 30   |
| Néstor Abad                                             | Reck                 | 13,133        | 42            | ausgeschieden | ausgeschieden | 42   |
| Thierno Diallo                                          | Reck                 | 11,100        | 70            | ausgeschieden | ausgeschieden | 70   |
| Nicolau Mir                                             | Reck                 | 13,233        | 37            | ausgeschieden | ausgeschieden | 37   |
| Joel Plata                                              | Reck                 | 12,466        | 62            | ausgeschieden | ausgeschieden | 62   |
| Néstor Abad                                             | Mehrkampf Einzel     | 78,031        | 53            | ausgeschieden | ausgeschieden | 53   |
| Thierno Diallo                                          | Mehrkampf Einzel     | 76,066        | 56            | ausgeschieden | ausgeschieden | 56   |
| Nicolau Mir                                             | Mehrkampf Einzel     | 79,665        | 48            | ausgeschieden | ausgeschieden | 48   |
| Joel Plata                                              | Mehrkampf Einzel     | 81,298        | 37            | ausgeschieden | ausgeschieden | 37   |
| Néstor Abad Thierno Diallo Nicolau Mir Joel Plata       | Mehrkampf Mannschaft | 241,462       | 12            | ausgeschieden | ausgeschieden | 12   |

### Wasserball
Mit dem zweiten Platz bei der Wasserball-Weltmeisterschaften 2019 in Gwangju hatten sich die spanische Wasserballnationalmannschaft der Männer und die der Frauen für das olympische Wasserballturnier qualifiziert.
| Wettbewerb    | Frauen | Männer |
| ------------- | --- | --- |
| Athleten      | Marta Bach Anna Espar Clara Espar Laura Ester Judith Forca Maica García Irene González Paula Leitón Beatriz Ortiz Maria del Pilar Peña Elena Ruiz Maria Elena Sánchez Roser Tarragó | Unai Aguirre Alejandro Bustos Martín Famera Francisco Fernández Miranda Álvaro Granados Marc Larumbe Daniel López Blai Mallarach Alberto Munárriz Felipe Perrone Bernat Sanahuja Roger Tahull Miguel De Toro |
| Trainer       | Miki Oca | David Martín |
| Gruppenphase  | Südafrika (29:4) Kanada (14:10) Niederlande (13:14) Australien (15:9) | Serbien (13:12) Montenegro (8:6) Kasachstan (16:4) Australien (16:5) Kroatien (8:4) |
| Viertelfinale | China (11:7) | Vereinigte Staaten (12:8) |
| Halbfinale    | Ungarn (8:6) | Serbien (9:10) |
| Finale        | Vereinigte Staaten (5:14) | Ungarn (5:9) |
| Platzierung   | Silber | 4 |

### Wasserspringen
| Athleten                | Wettbewerb        | Vorkampf | Vorkampf | Halbfinale    | Halbfinale    | Finale        | Finale        | Rang |
| Athleten                | Wettbewerb        | Punkte   | Rang     | Punkte        | Rang          | Punkte        | Rang          | Rang |
| ----------------------- | ----------------- | -------- | -------- | ------------- | ------------- | ------------- | ------------- | ---- |
| Männer                  |                   |          |          |               |               |               |               |      |
| Alberto Arévalo         | Kunstspringen 3 m | 322,85   | 26       | ausgeschieden | ausgeschieden | ausgeschieden | ausgeschieden | 26   |
| Nicolás García Boissier | Kunstspringen 3 m | 382,6    | 19       | ausgeschieden | ausgeschieden | ausgeschieden | ausgeschieden | 19   |